# Brokeback Mountain
Brokeback Mountain és una pel·lícula de 2005 dirigida pel taiwanès Ang Lee. El film, èxit comercial i de crítica, és protagonitzat per Heath Ledger, Jake Gyllenhaal, Anne Hathaway i Michelle Williams. La franca descripció que fa la pel·lícula d'una relació homosexual de llarga durada, incloent-hi els aspectes romàntics i físics, ha generat tanta alegria com polèmica. Ha estat doblada al català.
El guió va ser escrit per Diana Ossana i l'autor guanyador d'un premi Pulitzer Larry McMurtry, i està basat en un relat curt del mateix nom de la novel·lista estatunidenca Annie Proulx. El relat curt va aparèixer per primera vegada al The New Yorker a l'octubre de 1997 i després va ser publicat en una antologia anomenada Close Range: Wyoming Stories (1999).

## Argument
Brokeback Mountain conta la història d'Ennis Del Mar (Ledger) i Jack Twist (Gyllenhaal), dos homes joves i pobres que es coneixen i s'enamoren en un treball de cuidadors d'ovelles a la muntanya Brokeback a Wyoming l'estiu de 1963. La pel·lícula segueix l'amor d'ells dos durant les dues dècades següents i ens mostra la seva complexa relació emocional i física, que continua després que els dos s'hagin casat amb dues dones (Hathaway i Williams) i hagin estat pares. Jack vol intentar crear una vida junts, però Ennis, perseguit per un record de la seva infantesa, té por de ser rebutjat per la seva família o ser assassinat pels membres de la comunitat si ell i Jack se'n van a viure junts. Tot sovint només poden contactar l'un amb l'altre per correu. Malgrat tot això, l'Ennis i en Jack lluiten contra la pressió social i familiar, i contra les seves pròpies pors que els avisen del perill del seu amor.

## Anecdotari

### Llocs de rodatge
La pel·lícula va ser rodada principalment a Alberta, Canadà, i no a Wyoming. Ang Lee sol rodar les seves pel·lícules en els mateixos llocs en els que estan localitzades (una altra excepció va ser Tigre i drac, en la que les escenes localitzades al monestir Wudangshan van ser rodades, en realitat, en un altre monestir taoista), però va decidir que Alberta seria un lloc ideal per a rodar Brokeback Mountain degut als seus paisatges, molt similars als de Wyoming, a la reducció de costos per rodar al Canadà, i a la bona voluntat de les companyies de producció del Canadà amb el projecte.
La pel·lícula va ser rodada durant l'estiu de 2004.

### Èxit comercial
Brokeback Mountain va costar uns 14 milions de dòlars, sense comptar-hi les despeses de publicitat.
El film va ser estrenat, en estrena limitada, als Estats Units el 9 de desembre de 2005 (a Nova York, Los Angeles i San Francisco), recaptant 547.425 dòlars en només cinc sales el seu primer cap de setmana. Segons algunes fonts, aquesta ha estat la mitjana per cinema més alta de la història del cinema en un drama.
Durant el cap de setmana de Nadal va aconseguir la recaptació mitjana per cinema més alta de la història, i va ser considerada un èxit a la taquilla no només a centres urbans com la ciutat de Nova York i Los Angeles, sinó també en cinemes de suburbis prop de Portland, Chicago, Dallas, Denver i Atlanta. El 6 de gener de 2006 la pel·lícula va ser estrenada a 483 cinemes i, el 13 de gener, Focus Features, la distribuïdora de la pel·lícula, va estrenar-la en gairebé 700 cinemes nord-americans com a part de la seva estratègia d'expansió. El 20 de gener, el film es va poder veure a 1.194 cinemes als Estats Units i el Canadà; a 1.652 el 27 de gener i a 2.089 el 3 de febrer, el moment amb més pantalles exhibint-la fins al moment.
Fins al 2 de febrer de 2006, Brokeback Mountain ha recaptat 54 milions de dòlars a Amèrica del Nord i 27 milions més a la resta del món (quasi 4 milions a l'Estat espanyol).

## Premis i nominacions

### Premis
- 2005: Lleó d'Or
- 2006: Oscar al millor director per Ang Lee
- 2006: Oscar al millor guió adaptat per Larry McMurtry i Diana Ossana
- 2006: Oscar a la millor música per Gustavo Santaolalla
- 2006: Globus d'Or a la millor pel·lícula dramàtica
- 2006: Globus d'Or al millor director per Ang Lee
- 2006: Globus d'Or al millor guió per Larry McMurtry i Diana Ossana
- 2006: Globus d'Or a la millor cançó original per Gustavo Santaolalla i Bernie Taupin amb "A Love That Will Never Grow Old"
- 2006: BAFTA a la millor pel·lícula
- 2006: BAFTA a la millor direcció per Ang Lee
- 2006: BAFTA al millor actor secundari per Jake Gyllenhaal
- 2006: BAFTA al millor guió adaptat per Larry McMurtry i Diana Ossana

### Nominacions
- 2006: Oscar a la millor pel·lícula
- 2006: Oscar al millor actor per Heath Ledger
- 2006: Oscar al millor actor secundari per Jake Gyllenhaal
- 2006: Oscar a la millor actriu secundària per Michelle Williams
- 2006: Oscar a la millor fotografia per Rodrigo Prieto
- 2006: Globus d'Or al millor actor dramàtic per Heath Ledger
- 2006: Globus d'Or a la millor actriu secundària per Michelle Williams
- 2006: Globus d'Or a la millor banda sonora per Gustavo Santaolalla
- 2006: BAFTA al millor actor per Heath Ledger
- 2006: BAFTA a la millor actriu secundària per Michelle Williams
- 2006: BAFTA a la millor fotografia per Rodrigo Prieto
- 2006: BAFTA al millor muntatge per Geraldine Peroni i Dylan Tichenor
- 2006: BAFTA a la millor música per Gustavo Santaolalla
- 2007: César a la millor pel·lícula estrangera
- 2007: Grammy al millor àlbum de banda sonora compilatòria per pel·lícula, televisió o altre mitjà visual per Gustavo Santaolalla